# Drosera obovata
Drosera obovata este o specie de plante carnivore din genul Drosera, familia Droseraceae, ordinul Caryophyllales, descrisă de Franz Karl Carl Mertens și Johann Friedrich Wilhelm Koch. Conform Catalogue of Life specia Drosera obovata nu are subspecii cunoscute.